# Kevin Seeldraeyers
Kevin Seeldraeyers (født 12. september 1986) er en belgisk tidligere professionel landevejsrytter.